# Number 9 (bài hát)
"Number 9" là một bài hát của nhóm nhạc nữ T-ara (Hàn Quốc) nằm trong album Again. Bài hát được viết và sáng tác bởi Shinsadong Tiger và Choi Gyu Sung. "Number 9" là bài hát chủ đề trong album, ra mắt vào ngày 10 tháng 10 năm 2013.

## Thông tin
"Number 9" được sáng tác bởi nhà soạn nhạc Shinsadong Tiger và Choi Gyu Sung, người trước đây đã sáng tác cho T-ara các bài hát: "Bo Peep Bo Peep", "Roly Poly", "Lovey Dovey" và "Sexy Love".

## Phát hành
Vào ngày 15 tháng 9, Core Contents Media thông báo T-ara sẽ trở lại vào ngày 10 tháng 10 năm 2013. Bài hát sẽ có giai điệu, âm thanh cuốn hút đặc trưng của T-ara.
Ngày 26 tháng 9 năm 2013, T-ara đã phát hành một teaser video dài 30 giây, quay tại một sa mạc.
Vào ngày 1 tháng 10, T-ara phát hành teaser khác cho "Number 9" trên trang web chính thức của họ. Trong teaser màu đen và trắng, họ cho người hâm mộ thấy một vẻ đẹp trưởng thành hơn. Bài hát mở đầu bằng giọng bè nhé như gió trên nền guitar sau đó giai điệu bỗng trở nên mạnh mẽ và đặc biệt cuốn hút.
Video âm nhạc cùng album được phát hành vào ngày 10 tháng 10 năm 2013.
Theo Core Contents Media, T-ara sẽ phát hành phiên bản thứ hai của MV vào ngày 18. MV này tiếp diễn teaser video của các cô gái lang thang trong sa mạc với cảm xúc "hoang dã và tuyệt vọng".

## Quảng bá
Lần đầu tiên bài hát được biểu diễn vào ngày 06 tháng 10 năm 2013 tại "Hallyu Dream Concert".
T-ara sẽ trở lại với "Number 9" trên Mnet M! Countdown vào 10 tháng 10. Tiếp theo sẽ là trên KBS's Music Bank, MBC's Show! Music Core và SBS's Inkigayo.

## Xếp hạng
| Xếp hạng                     | Vị trí cao nhất |
| ---------------------------- | --------------- |
| Gaon Singles chart           | 5               |
| Gaon Social chart            | 1               |
| Gaon Streaming Singles chart | 11              |
| Gaon Download Singles chart  | 6               |
| Gaon BGM chart               | 4               |
| Gaon Mobile Ringtone chart   | 2               |
| Gaon Karaoke chart           |                 |
| Billboard K-Pop Hot 100      | 4               |